# Maya den Engelse
Maya den Engelse, född 10 januari 2006, är en svensk skådespelare.
Maya den Engelse började sin karriär som barnskådespelare i SVT-serien Jobbigt där hon spelade Ella mellan (2018-2021). Hon medverkar i SVT-produktionen Strula (2021-2024) där hon spelar Ella, en av huvudrollerna.
den Engelse medverkar i den kommande filmen Det är något som inte stämmer där hon spelar rollen Katja af Klercker.  

## Filmografi (i urval)
- 2021–- – Strula (TV-serie)
- 2022 – Skyldig (TV-serie)